# Le Havre (pel·lícula)
Le Havre és una pel·lícula de gènere dramàtic amb un toc de comèdia, escrita i dirigida per Aki Kaurismäki, i protagonitzada per André Wilms, Kati Outinen, Jean-Pierre Darroussin i Blondin Miguel. Narra la història d'un enllustrador que intenta salvar un nen immigrat a la ciutat portuària francesa Le Havre. La pel·lícula va ser produïda per la companyia finlandesa Sputnik de Kaurismäki amb coproductors internacionals a França i Alemanya. És la segona pel·lícula en francès de Kaurismäki, després de La Vie de bohème el 1992.
La seva estrena va ser realitzada en la secció competitiva del 64è Festival Internacional de Cinema de Canes, rebent el premi FIPRESCI.

## Sinopsi
El seu argument se centra en la història de Marcel Marx, escriptor i conegut bohemi, que s'ha autoexiliat a la ciutat de Le Havre, on sent que està més prop de la gent després d'adoptar l'honrat —encara que no gaire profitós— ofici d'enllustrador. Ha enterrat el somni de convertir-se en un reconegut autor i viu feliçment dins d'un triangle compost pel seu bar preferit, el seu treball i la seva esposa Arletty. Però el destí provoca que es creui amb un immigrant menor d'edat arribat de l'Àfrica subsahariana. Arletty cau malalta, i a Marcel no li quedarà més remei que alçar-se una vegada més davant el fred mur de la indiferència humana amb el seu optimisme i la solidaritat dels habitants del barri com a úniques armes. Però s'enfrontarà a la maquinària cega d'un Estat constitucional, representat per la policia, que segueix la pista al jove refugiat. Ha arribat el moment que Marcel es llustri les sabates i ensenyi les dents.

## Repartiment
- André Wilms com Marcel Marx. Nom en honor de Karl Marx.[3]
- Kati Outinen com Arletty. Nom en honor d'Arletty.
- Jean-Pierre Darroussin com Monet. Nom en honor del detectiu de Crim i càstig.
- Blondin Miguel com Idrissa.
- Elina Salo com Claire.
- Evelyne Didi com Yvette.
- Quoc Dung Nguyen com Chang.
- Laika com Laika.
- François Monniè com Grocer.
- Roberto Piazza coo el petit Bob.
- Pierre Étaix com el doctor Becker.
- Jean-Pierre Léaud com Denouncer.[4]

## Producció
Kaurismäki va tenir la idea d'una pel·lícula sobre un nen africà que arriba a Europa tres anys abans de començar la producció. La seva intenció original era situar la història a la costa mediterrània, preferiblement a Itàlia o Espanya, però va tenir dificultats per trobar una ciutat adequada. Segons Kaurismäki, "va recórrer tot el frontal marítim des de Gènova fins a Holanda", i finalment es va instal·lar a Le Havre, al nord de França, que el va atraure amb la seva atmosfera i escena musical.
El guió va ser escrit a l'estiu de 2009. Els noms de diversos personatges van ser escollits com a homenatges a les icones del cinema francès, com Arletty i Jacques Becker. El nom del personatge principal, Marcel Marx, estava inspirat en Karl Marx. El personatge havia aparegut anteriorment a la pel·lícula de Kaurismäki La Vie de bohème, que també va ser interpretada per André Wilms. El personatge Monet es va inspirar en Porfiri Petrovitx, el detectiu de Crim i càstig de Fiódor Dostoievski.
El pressupost era de 3,8 milions d'euros i incloïa 750.000 euros en suport de la Suomen Elokuvasäätiö. La companyia Sputnik de Kaurismäki va ser la principal productora, amb la televisió finlandesa Yleisradio, la France Pyramide Productions i l'alemanya Pandora Films com a coproductors. El cantant local de rock Little Bob va aparèixer a la pel·lícula; Kaurismäki va dir que "Le Havre és el Memphis, Tennessee de França i Little Bob, també conegut per Roberto Piazza, és l'Elvis d'aquest Regne sempre que Johnny Hallyday es mantingui a París i, fins i tot, seria un bon combat". El rodatge va començar el 23 de març i va finalitzar el 12 de maig de 2010.

## Distincions
- 64è Festival Internacional de Cinema de Canes :
  - Premi FIPRESCI de la Crítica internacional
  -  Menció Especial del Jurat Ecumènit
- 2011: Premi Louis-Delluc[11]
- Premi Humanum 2012 de la UPCB / UBFP -Unió de la Premsa Cinematogràfica Belga
- Premi ARRI 2011 del Festival de Cinema de Múnic, categoria de millor pel·lícula estrangera.
- Hugo d'Or 2011 per a Millor Fotografia al Festival Internacional de Cinema de Chicago
- Jussis 2012, Le Havre va guanyar en 6 categories, inclosa la Millor pel·lícula i la millor escenografia.